# Хасан II Чауш
Баба Хасан II (араб. حسن الثاني شافوش; д/н —1705) — 6-й дей Алжиру в 1698—1699 роках. Відомий як Хаджи Хасан або Хасан Чауш.

## Життєпис
Ймовірно, був турком. Почесні звання Хаджи свідчить про його хадж до Мекки, а чауш — вказує на виконання особливих доручень османського султана. 1698 року після вбивства дея Ахмада I обирається новим правителем.
Спробував підкорити Туніс, але військо зазнало поразки. Серед загального невдоволення зрікся влади у 1699 році. Новим деєм став Хаджи Мустафа. Помер в Алжирі 1705 року.